# Motul, Mexiko
Motul är en ort i Mexiko.   Den ligger i kommunen Motul och delstaten Yucatán, i den östra delen av landet, 1 000 km öster om huvudstaden Mexico City. Motul ligger 15 meter över havet och antalet invånare är 21 109.
Terrängen runt Motul är mycket platt. Runt Motul är det ganska tätbefolkat, med 111 invånare per kvadratkilometer. Motul är det största samhället i trakten. Trakten runt Motul består till största delen av jordbruksmark.